# Labergement-du-Navois
Labergement-du-Navois korábbi község (település) Franciaországban, Doubs megyében. 2017. január 1-jén a korábbi Levier községgel egyesült és az azonos nevű Levier új község része lett. fő lett.
Lakosainak száma 108 fő (2014). Labergement-du-Navois Déservillers és Montmahoux községekkel határos.

## Népesség
A település népességének változása:
| Lakosok száma | 109  | 97   | 91   | 103  | 85   | 108  | 107  | 101  | 108  |
|               | 1968 | 1975 | 1982 | 1990 | 1999 | 2006 | 2011 | 2013 | 2014 |